# Stephen P. Morse
Stephen Paul Morse (nacido en 1940 en Brooklyn, Nueva York) fue el arquitecto en jefe del microprocesador Intel 8086, el primer procesador de la arquitectura x86.
Tiene grados en ingeniería eléctrica del City College of New York, el Instituto Politécnico de Brooklyn y la Universidad de Nueva York. Ha trabajado para los Laboratorios Bell, Thomas J. Watson Research Center de IBM y el GE Corporate Research and Development.

## Intel 8086
Stephen P. Morse fue el diseñador en jefe del Intel 8086, que salió a la venta en 1978.
Intel estaba desarrollando el procesador 8800, el cual se estaba retrasando mucho. Mientras tanto, apareció en el mercado el microprocesador Z80, que hacía competencia muy fuerte al 8080 de Intel. Así que Morse fue asignado para hacer un microprocesador intermedio que sirviera para responder al Z80 antes de que se lanzara el 8800 al mercado. El 8086 debía poder ejecutar el conjunto de instrucciones del 8080 a nivel del lenguaje assembler, no de código de máquina, de tal manera que fuera muy fácil convertir los programas existentes para el procesador anterior para poderlos ejecutar en el nuevo procesador, aunque no era totalmente compatible. Se ampliaron las instrucciones lógicas y aritméticas de 8 bits a 16 bits y se incluyeron la multiplicación y la división, se agregaron instrucciones de string y otras. Se añadió la capacidad de manejar mucho más memoria de la que manejaban los procesadores de 8 bits de entonces.
El 8086, fue el primer procesador de la arquitectura x86. El IBM PC usó una versión más económica con un bus de datos de 8 bits, el Intel 8088, y este computador se convirtió en el inicio de la industria del PC y los compatibles. Al 2013, existen cientos de millones de computadores personales basados en los sucesivos descendientes del 8086, tanto de Intel, como de otras marcas como AMD, y entre todos ellos conforman la mayoría de los computadores personales del mundo, incluyendo computadores de escritorio, notebooks, mininotebooks y servidores.
Él es citado diciendo que
"Aunque me gustaría pensar que el PC hoy no existiría si yo no hubiera diseñado el 8086, la realidad es que se hubiera basado en otra familia de procesadores. El conjunto de instrucciones podría ser radicalmente diferente, pero seguiría habiendo un PC. Yo solo fui lo suficientemente afortunado de estar en el lugar correcto en el momento correcto".
En una entrevista con CSEA, IIT Guwahati 2011, al ser interrogado sobre cómo ve el futuro de la computación, él contestó,
"En los próximos cincuenta años, el futuro será fascinante y tú vas a ser parte de él".

## One Step
En años recientes, ha aplicado su experticia en tecnología a herramientas de búsqueda de genealogía basada en la Web. Sus páginas de búsqueda de "One Step" ("Un paso") son ampliamente utilizadas por genealogistas en todo el mundo. También es coautor, junto  con el lingüista Alexander, del Beider–Morse Phonetic Name Matching Algorithm.
En 2006 la Asociación Internacional de Sociedades Genealógicas Judías (IAJGS) le otorgó un premio la trayectoria por su trabajo en One Step, y en 2007 la Sociedad de Genealogía (NGS) le dio un premio al mérito.